# Nowy Gołębin
Nowy Gołębin (prononciation : [ˈnɔvɨ ɡɔˈwɛmbin]) est un village polonais de la gmina de Czempiń dans le powiat de Kościan de la voïvodie de Grande-Pologne dans le centre-ouest de la Pologne.
Il se situe à environ 8 kilomètres au sud-est de Czempiń (siège de la gmina), à 13 kilomètres à l'est de Kościan (siège du powiat) et à 34 kilomètres au sud de Poznań (capitale régionale).
Le village possède une population de 144 habitants en 2011.

## Histoire
De 1975 à 1998, le village faisait partie du territoire de la voïvodie de Poznań.

Depuis 1999, Nowy Gołębin est situé dans la voïvodie de Grande-Pologne.